# 埃德蒙德·格莱斯-霍斯特瑙

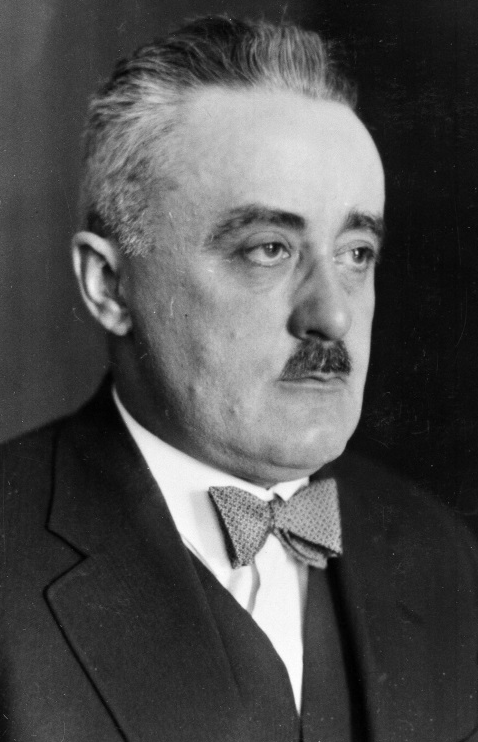
埃德蒙德·格莱斯-霍斯特瑙

埃德蒙德·格莱斯-霍斯特瑙（Edmund Glaise-Horstenau，1882年2月27日—1946年7月20日）是一位奥地利纳粹主义政治人物，在1938年德奥合并之前，时任奥总理库尔特·舒施尼格迫于阿道夫·希特勒的压力任命格莱斯-霍斯特瑙为副总理，后者就此成为奥地利被德国吞并之前的最后一任副总理。
二战期间，格莱斯-霍斯特瑙在德国国防军中当上了将军，曾担任德国驻克羅埃西亞獨立國全权代表。由於不滿烏斯塔沙的统治，格莱斯-霍斯特瑙参与了洛尔科维奇-沃基奇密谋。
密谋败露后，格莱斯-霍斯特瑙在克罗地亚和纳粹德国两面不讨好，在两国都成了不受歡迎人物。1944年9月的第一周，安特·帕韦利奇和德国驻克罗地亚大使合谋对付格莱斯-霍斯特瑙，格莱斯-霍斯特瑙因此于9月25日被解职。
格莱斯-霍斯特瑙后来被下放进“领袖后备团”（Führerreserve），担任东南军事历史学家，直到于1945年5月5日被美军俘虏为止。1946年7月20日，由于惧怕被引渡到南斯拉夫或奥地利，格莱斯-霍斯特瑙在纽伦堡附近的军营自杀。